# بيديا كرستين
بيديا كرستين مواليد 3 سبتمبر 1994 في صربيا والجبل الأسود، هو لاعب كرة مضرب صربي يلعب باليد اليمنى ويحتل حالياً المرتبة رقم. 160 (4 أبريل 2016) في تصنيف رابطة محترفي كرة المضرب. أعلى تصنيف له في الفردي كان المركز الـ 160 في سنة 2016. أعلى تصنيف له في الزوجي كان المركز الـ 554 في سنة 2015.

## روابط خارجية
- بيديا كرستين على موقع رابطة محترفي التنس (الإنجليزية)
- بيديا كرستين على موقع الاتحاد الدولي لكرة المضرب (الإنجليزية)
- بيديا كرستين على موقع كأس ديفيز (الإنجليزية)
- بيديا كرستين على موقع خلاصة التنس.كوم (الإنجليزية)
- بيديا كرستين على موقع إي إس بي إن.كوم (الإنجليزية)